# 吴甘来
吳甘來（1599年—1644年），字節之，號和受，別號葦庵，江西瑞州府新昌縣天寶鄉人，明朝政治人物。

## 生平
吳甘來是萬曆二十五年舉人吳之才之子，崇禎四年進士吳泰來次弟。幼穎悟，就讀私塾，即能背誦雲臺二十八將姓氏。天啟七年（1627年）丁卯科江西鄉試舉人，崇禎元年（1628年）戊辰科三甲第二名進士。授中書舍人，歷任刑科給事中、吏科給事中、兵科右給事中、戶科都給事中，任上知無不言，彈劾不避權貴，七年（1634年）山西、陝西大旱，上奏請求賑災，崇禎帝不允，十二年（1639年）任福建鄉試正考官。十七年（1644年）李自成陷北京，吳甘來得悉崇禎帝自縊後，對吳泰來子吳家儀說：“我不死，無以見志”，引佩帶自縊而亡，諡忠節。

## 延伸阅读
[在维基数据编辑]
 《明史卷二百六十六》，出自《明史》